# Leptataspis inclusa
Leptataspis inclusa är en insektsart som först beskrevs av Walker 1851.  Leptataspis inclusa ingår i släktet Leptataspis och familjen spottstritar. Inga underarter finns listade i Catalogue of Life.